# أحمد الصفدي
احمد محمد الصفدي نائب وسياسي أردني شغل منصب عضو في مجلس النواب ورئيس للمجلس وايضا النائب الاول لرئيس المجلس. شغل منصب رئيس مجلس النواب عام 2024

## العضوية في مجلس النواب
- المجلس النيابي العشرون
- المجلس النيابي التاسع عشر
- المجلس النيابي الثامن عشر
- المجلس النيابي السابع عشر
- المجلس النيابي السادس عشر
- المجلس النيابي الخامس عشر

## مناصب أخرى
- عضو لجنة الخدمات السياحية والآثار[4]
- منصب عضو في الكتلة البرلمانية للإخوان
- حصل على الكثير من الأوسمة لما قدمه من خدمات كثيرة ومنها وسام النهضة.
- شارة مؤتمر عمان
- وسام الخدمة الطويلة ووسام الكوكب